# Richard - Missione Africa
Richard - Missione Africa (in originale: Richard the Stork; in tedesco: Überflieger – Kleine Vögel, großes Geklapper) è un film d'animazione digitale del 2017 diretto da Toby Genkel e Reza Memari.

## Trama
Robert è un passero europeo che sta per diventare padre, e in onore di tale evento porta al suo nido un biscotto affinché possa nutrirsene insieme alla sua famiglia. Sfortunatamente, poco prima della schiusa dell'uovo, il nido viene attaccato da un visone europeo, e così il pulcino, battezzato Richard, rimane solo. Poco dopo, quando il piccolo è già nato, al nido sopraggiunge Aurora, una cicogna bianca compagna del capo del suo stormo, e, avendone pietà, decide di adottarlo. Una volta condotto al suo nido, suo figlio Max inizia a prendere subito in simpatia il passerotto, mentre il suo compagno Claudius, a causa del disprezzo che nutre per i passeri, è inizialmente riluttante, ma poi gli permette di restare, tuttavia solo fino all'autunno, in quanto a causa dei suoi svantaggi fisici non sopporterebbe il viaggio di migrazione verso l'Africa. I mesi trascorrono, e Richard cresce credendo di essere una cicogna, benvoluto sia dalla madre che dal fratello adottivi, ma nonostante ciò, viene abbandonato agli inizi d'autunno dallo stormo di cicogne. Resosene conto, intraprende un viaggio per conto suo in modo da riunirsi alla sua famiglia adottiva. Dopo essere stato colpito da un fulmine durante una tempesta, al suo risveglio incontra una bizzarra civetta di grosse dimensioni di nome Olga con il suo amico immaginario Holeg. Lei lo salva dall'attacco di un gruppo di pipistrelli, e decide di guidarlo fino all'alba attraverso la sua visione notturna. Tuttavia, Richard si addormenta durante il volo e i due si spostano su di un autobus. La mattina seguente, i due si ritrovano in Francia, e si fanno dire da dei piccioni che strada ha intrapreso lo stormo di cicogne (lo stretto di Gibilterra). Lungo la strada i due si perdono, e si poggiano sul tetto di un bar, ove incontrano Kiki, un pappagallino incapace di volare, che afferma di conoscere la strada per Gibilterra, e a patto che i due lo liberino dalla gabbia ove è rinchiuso, lui si offre di accompagnarli, seppure in realtà desideri recarsi a San Remo per partecipare al Festival di San Remo. Dopo una rocambolesca fuga dal proprietario del bar, i tre riescono a prendere il treno diretto a San Remo, mentre lo stormo di cicogne si avvicina sempre più alla meta. Durante il viaggio in treno, Olga racconta la sua storia: a causa delle sue dimensioni spropositate, lei non riusciva neppure ad entrare nel nido e veniva perciò derisa dai suoi parenti, trovandosi presto costretta a vivere per conto suo, il che la portò a crearsi l'amico immaginario Holeg, e Richard la consola, affermando di capire come si sente. Una volta giunti a San Remo, Kiki si separa da Richard e Olga, i quali vengono informati della loro posizione geografica da Don Corvo Leone, un corvo comune mafioso e il suo stormo. Una volta resosi conto che Kiki li ha usati, Richard si allontana turbato, e Olga cerca di fargli capire che lui deve accettare ciò che è realmente, e lui per ripicca le dice con stizza che il suo amico Holeg esiste unicamente nella sua mente. Detto ciò, se ne va, deciso a raggiungere le cicogne. Frattanto, Kiki si reca al festival degli uccelli e se ne va quasi subito amareggiato in quanto un altro pappagallino vince con la canzone che lui stesso voleva presentare. Successivamente, Kiki si imbarca su una nave diretta in Africa e, dopo aver udito da alcuni gabbiani che Richard vuole gettarsi in volo dalla scogliera, decide di raggiungerlo. Durante il tragitto, incontra Olga, che, seppure inizialmente non si fidi, si unisce a lui. I due riescono a salvare in tempo Richard dal precipitare su degli scogli e lo conducono sulla nave. Frattanto, in Africa, Max è arrabbiato con il padre a causa del poco interesse dimostrato verso Richard e si allontana, per poi venire catturato da un tasso del miele e portato nella sua tana. Una volta arrivati sul continente, i tre vengono informati da dei piccioni della scomparsa di Max e vengono condotti dallo stormo. Richard, Olga e Kiki, essendo gli unici abbastanza piccoli da poter entrare nella tana del tasso, vi si recano per liberare il cicognino. Dopo essersi ricongiunto con il fratello adottivo, Richard viene attaccato dal tasso, ma viene salvato da Kiki e dopo una rocambolesca fuga, riescono ad uscire tutti tranne Richard, il quale riesce a sconfiggere il predatore, facendolo crollare sotto le macerie della sua tana. Dopo essere riemerso da sottoterra, Richard riceve le scuse di Claudius, il quale afferma che avrebbe dovuto credere in lui e lo riconosce come suo figlio. Alla fine, lo stormo di cicogne guidato da Richard, a cui si uniscono anche Olga e Kiki, si dirige verso un grande lago oltre l'oasi in cui si trovavano.

## Produzione
Lo Studio Rakete di Amburgo e lo Studio 352 in Lussemburgo hanno creato gli storyboard. Lo Studio Rakete è stato responsabile dei disegni dei personaggi principali mentre lo Studio 352 si è occupato del disegno dei personaggi secondari. La maggior parte dell'animazione dei personaggi è stata realizzata da queste aziende e dalla Bug AS di Bergen, in Norvegia. La composizione delle immagini finali e gli effetti visivi sono stati realizzati dalla Walking the Dog del Belgio e dalla Rise FX della Germania.

## Distribuzione
La pellicola è stata presentata al Berlin International Film Festival il 12 febbraio 2017 ed è uscita nei cinema nei mesi successivi. Negli Stati Uniti il film è stato distribuito da Lionsgate a partire dal 30 giugno 2017 mentre in Italia è uscito nei cinema il 10 maggio 2017 per M2 Pictures.